# Теодор Буссе
Теодор Буссе (нім. Theodor Busse; нар. 15 грудня 1897, Франкфурт-на-Одері — пом. 21 жовтня 1986, Валлерштайн) — німецький воєначальник часів Третього Рейху, генерал від інфантерії (1944) Вермахту. Кавалер Лицарського хреста Залізного хреста (1944). Учасник Першої та Другої світових воєн. Воєнний історик та мемуарист.

## Біографія
Військова кар'єра
- 1 грудня 1915 — фанен-юнкер
- 24 березня 1916 — фанен-юнкер-єфрейтор
- 13 квітня 1916 — фанен-юнкер-унтерофіцер
- 11 липня 1916 — фенрих
- 13 лютого 1917 — лейтенант
- 31 липня 1925 — оберлейтенант
- 1 лютого 1933 — ротмістр
- 1 квітня 1936 — майор
- 1 квітня 1939 — оберстлейтенант
- 1 серпня 1941 — оберст
- 1 березня 1943 — генерал-майор
- 1 вересня  1943 — генерал-лейтенант
- 9 листопада 1944 — генерал від інфантерії

Ернст Германн Август Теодор Буссе народився 15 грудня 1897 року у Франкфурті-на-Одері. 1 грудня 1915 року був зарахований фанен-юнкером до 12-го гренадерського полку принца Карла Прусського (2-го бранденбургського).
Після проходження курсу підготовки з 25 липня 1916 року на фронті у складі свого підрозділу. Бився у складі 5-ї дивізії на Західному фронті: бої на Соммі, під Верденом, у другій битві на Ені. 13 лютого 1917 року присвоєне звання лейтенант. Війну завершив у цьому ранзі, відзначений Залізними хрестами обох ступенів, кавалер Лицарського хреста Ордену дому Гогенцоллернів з мечами.
Після капітуляції Німеччини та розпаду імперії залишений серед 2000 офіцерів, що створили кістяк офіцерського корпусу Рейхсверу, збройних сил Веймарської республіки. Командував різними підрозділами в піхотних та інженерних військах. На квітень 1939 року служив у Генеральному штабі Німеччини.
На початок Другої світової війни начальник оперативного відділу 22-ї дивізії, згодом начальник оперативного управління в штабі 11-ї армії генерала Е. фон Манштейна. Брав участь у німецько-радянській війні. З 1942 до 1943 року начальник оперативного управління групи армій «Дон», пізніше начальник штабу групи армій «Південь». 30 січня 1944 року на цій посаді відзначений Лицарським хрестом Залізного хреста.
10 липня 1944 року очолив 121-шу піхотну дивізію, якою командував тільки 3 тижні. Уже 1 серпня генерал-лейтенант Т. Буссе (з 1 листопада 1944 — генерал від інфантерії) очолив 1-й армійський корпус, який бився на північному фланзі німецько-радянського фронту в Балтійських країнах.
19 січня 1945 року очолив 9-ту армію групи армій «Вісла», що тримала оборону на берлінському напрямку. У цей період радянські війська розпочали Сандомирсько-Сілезьку операцію, прориваючись на столицю нацистської Німеччини. Потім керував своєю армії в боях на Зеєловських висотах, у битві за Берлін.
24 квітня 1945 року в результаті запеклих боїв на цьому напрямку Червона армія оточила поблизу Гальбе близько 200 000 німецьких солдатів 9-ї армії на чолі з їхнім командувачем генералом Т. Буссе. Той наказав прориватися на захід. Ударні угруповання німецьких військ, переважно танкові, змогли прорвати бойові порядки радянських військ та просунутися до Беліца, де 1 травня вийшли на з'єднання з підрозділами 12-ї армії генерала танкових військ В. Венка, який кинув на забезпечення прориву свої частини. Далі німецькі частини відступили у західному напрямку, де врешті-решт здалися американським військам. Т. Буссе здався аж у липні 1945 року американцями в полон і був ув'язнений до 1947 року, у тому числі перебував у таборі для військовополонених у Ландсберг-ам-Лех.
Після звільнення з полону працював на керівних посадах у цивільній обороні, опублікував кілька робіт з військової історії. Т. Буссе був одним з ініціаторів та прибічників створення бундесверу і переозброєння Федеративної Республіки Німеччини.